# Markie Post
Marjorie Armstrong "Markie" Post, född 4 november 1950 i Palo Alto, Kalifornien, död 7 augusti 2021 i Los Angeles, Kalifornien, var en amerikansk skådespelerska.

## Roller i urval
- 1979 – Hulken (TV-serie) (1 avsnitt)
- 1979 – Rymdhjälten Buck Rogers (TV-serie) (2 avsnitt)
- 1982–1983 – Kärlek ombord (TV-serie) (2 avsnitt)
- 1982–1985 – Stuntmannen (TV-serie) (65 avsnitt)
- 1984–1992 – Rätt i natten (TV-serie) (159  avsnitt)
- 1998 – Den där Mary
- 2000 – En andra chans (TV-serie) (1 avsnitt)
- 2002–2006 – Scrubs (TV-serie) (3 avsnitt)
- 2007 – Holiday in Handcuffs  (TV-film)
- 2010–2013 – Transformers Prime (TV-serie) (röst, 15 avsnitt)
- 2014–2017 – Chicago P.D. (TV-serie) (18 avsnitt)
- 2018 – Santa Clarita Diet (TV-serie) (1 avsnitt)